# Максимовка (Марганецкий городской совет)
Энгельс (укр. Енгельс) — село,
Марганецкий городской совет,
Днепропетровская область,
Украина.
Код КОАТУУ — 1211390001. Население по переписи 2001 года составляло 644 человека.

## Географическое положение
Село Энгельс находится на правом берегу Николаевского водохранилища (река Томаковка),
выше по течению на расстоянии в 4,5 км расположено село Весёлая Фёдоровка (Томаковский район),
ниже по течению на расстоянии в 1,5 км расположен город Марганец.
Рядом проходит автомобильная дорога Т-0435.